# Phú Lý, Hoa Liên

Vị trí tại Hoa Liên

Phú Lý (tiếng Trung: 富里鄉; bính âm: Fùlǐ xiāng) là một hương (xã) của huyện Hoa Liên, tỉnh Đài Loan, Trung Hoa Dân Quốc (Đài Loan). Cư dân trong hương có nguồn gốc đa dạng và bao gồm cả thổ dân Đài Loan. Hương chủ yếu phát triển về nông nghiệp, ngoài ra nơi đây cũng có suối nước nóng và một số thắng cảnh khác để phát triển du lịch. Phú Lý có diện tích 176,3705 km², dân số vào tháng 8 năm 2011 là 11.497 người thuộc 4.022 hộ gia đình, mật độ cư trú đạt 65,2 người/km².